# Aliszah
Aliszah (pers. ‏علیشاه‎) – wieś w Iranie, w ostanie Kurdystan, w szahrestanie Bidżar. W 2006 roku liczyła 86 mieszkańców.